# Нуркенов, Жанбыршы Есетович
Жанбыршы Есетович Нуркенов (каз. Жаңбыршы Есетұлы Нұркенов; 6 июня 1946, Косколь, Акмолинская область — 2 сентября 2019, Нур-Султан) — казахстанский государственный и общественный деятель, кандидат технических наук, профессор, почётный гражданин города Астана (2019).

## Биография
Жанбыршы Есетович Нуркенов родился 6 июля 1946 года в селе Коскуль Коргалжынского (Краснознаменского) района Акмолинской области.
После окончания Коргалжынской средней школы работал трактористом, старшим чабаном совхоза «Баршинский», бригадиром комсомольско-молодежной бригады Тенгизского района Целиноградской области.
В 1965 году поступил и 1970 году окончил Целиноградский сельскохозяйственный институт по специальности агроном, за время учебы активно участвовал в общественной жизни, избирался секретарем комитета комсомола факультета и института.
С 1970 по 1986 годы — работал в комсомольских, советских и партийных органах. Секретарь Целиноградского обкома комсомола, второй секретарь Астраханского райкома партии, председатель райисполкома.
С 1986 по 1997 годы — заместитель руководителя производственного объединения по строительству и эксплуатации групповых систем сельскохозяйственного водоснабжения Целиноградской области.
С 1997 по 1999 годы — начальник Есильского водохозяйственного объединения Комитета по водным ресурсам Республики Казахстан.
С 25 февраля 1999 года назначен управляющим трестом «Горводоканал»,  с 14 сентября 2000 года — генеральным директором государственного коммунального предприятия «Астана су арнасы». Под его руководством в период переноса и развития столицы проведена масштабная работа по реконструкции системы водоснабжения и канализации города, укреплению материально-технической базы предприятия, решению жилищных и других социальных вопросов сотрудников предприятия.
Неоднократно избирался депутатом районного и областного Советов народных депутатов. С 2000 года являлся депутатом маслихата г. Астаны двух созывов.
С января 2010 года на пенсии.
Скончался в 2019 году. Похоронен вместе с супругой в г. Астана.

## Награды и звания
СССР:
- Орден Дружбы народов

Орден Құрмет (2016)
- Медаль «За трудовое отличие»
- Медаль «Ветеран труда»

Казахстан:
- Медаль «За трудовое отличие» (Казахстан)
- Медаль «Астана» (1998)
- Медаль «10 лет независимости Республики Казахстан» (2001)
- Медаль «10 лет Конституции Республики Казахстан» (2005)
- Медаль «10 лет Парламенту Республики Казахстан» (2006)
- Медаль «10 лет Астане» (2008)
- Медаль «20 лет независимости Республики Казахстан» (2011)
- Медаль «25 лет независимости Республики Казахстан» (2016)
- Почётный гражданин города Астаны (6 июля 2019 года)[2][3]
- Почётный профессор Казахского государственного агротехнического университета им. С.Сейфуллина